# Municipio de Badger (Minnesota)
El municipio de Badger (en inglés: Badger Township) es un municipio ubicado en el condado de Polk en el estado estadounidense de Minnesota. En el año 2010 tenía una población de 117 habitantes y una densidad poblacional de 1,25 personas por km².

## Geografía
El municipio de Badger se encuentra ubicado en las coordenadas 47°42′23″N 96°1′6″O / 47.70639, -96.01833. Según la Oficina del Censo de los Estados Unidos, el municipio tiene una superficie total de 93.59 km², de la cual 92,3 km² corresponden a tierra firme y (1,38 %) 1,29 km² es agua.

## Demografía
Según el censo de 2010, había 117 personas residiendo en el municipio de Badger. La densidad de población era de 1,25 hab./km². De los 117 habitantes, el municipio de Badger estaba compuesto por el 99,15 % blancos y el 0,85 % eran de una mezcla de razas. Del total de la población el 0 % eran hispanos o latinos de cualquier raza.